# Greater Than Fame
Greater Than Fame er en amerikansk stumfilm fra 1920 af Alan Crosland.

## Medvirkende
- Elaine Hammerstein som Margaret Brooke
- Walter McGrail som Jack Martin
- William H. Tooker som Philip Waring
- Julia Swayne Gordon som Mrs. Waring
- Albert Roccardi som Guerdet
- Cora Williams som Mrs. Guerdet
- Johnnie Walker som Clarence
- Arthur Donaldson som Saxer
- Florida Kingsley som Prudence
- Eugenie Woodward som Mercy
- James A. Furey